# Cambodia
"Cambodia" är den fjärde singeln med Kim Wilde. Den är skriven av Ricky och Marty Wilde och släpptes som singel i slutet av 1981. "Cambodia" kom med på Wildes andra album Select som gavs ut 1982.
Singeln toppade listorna i Europa och bara i Frankrike så såldes "Cambodia" i över en miljon exemplar. Den placerade sig på första plats på singellistan i Sverige.

## Listplaceringar
| Länder (1981-1982) | Topplaceringar |
| ------------------ | -------------- |
| Australien         | 7              |
| Belgien            | 4              |
| Danmark            | 1              |
| Frankrike          | 1              |
| Irland             | 15             |
| Nederländerna      | 5              |
| Norge              | 3              |
| Nya Zeeland        | 21             |
| Schweiz            | 1              |
| Storbritannien     | 12             |
| Sverige            | 1              |
| Sydafrika          | 2              |
| Västtyskland       | 2              |
| Österrike          | 4              |

### Fotnoter
1. ↑  ”Listplacering”. http://dutchcharts.nl/showitem.asp?interpret=Kim+Wilde&titel=Cambodia&cat=s. Läst 21 maj 2011.
2. ↑  ”Listplacering”. http://norwegiancharts.com/showitem.asp?interpret=Kim+Wilde&titel=Cambodia&cat=s. Läst 21 maj 2011.
3. ↑  ”Listplacering”. Arkiverad från originalet den 5 december 2013. https://web.archive.org/web/20131205162241/http://charts.org.nz/showitem.asp?interpret=Kim+Wilde&titel=Cambodia&cat=s. Läst 21 maj 2011.
4. ↑  ”Listplacering”. http://hitparade.ch/showitem.asp?interpret=Kim+Wilde&titel=Cambodia&cat=s. Läst 21 maj 2011.
5. ↑  ”Listplacering”. http://swedishcharts.com/showitem.asp?interpret=Kim+Wilde&titel=Cambodia&cat=s. Läst 21 maj 2011.
6. ↑  ”Listplacering”. http://austriancharts.at/showitem.asp?interpret=Kim+Wilde&titel=Cambodia&cat=s. Läst 21 maj 2011.